# Kirchendemenreuth
Kirchendemenreuth er en kommune i Landkreis Neustadt an der Waldnaab i Regierungsbezirk Oberpfalz i den tyske delstat Bayern. Den er en del af Verwaltungsgemeinschaft Neustadt an der Waldnaab.

## Geografi
Kommunen, der ligger i et område, der også kaldes  "Haberland", i de sydligste udløbere af Fichtelgebirge og Steinwald. Den er omgivet af Pressath mod vest, Windischeschenbach mod øst, Erbendorf i Landkreis Tirschenreuth mod nord og Altenstadt a.d. Waldnaab mod syd

### Inddeling
I kommunen ligger ud over Kirchendemenreuth disse landsbyer og bebyggelser:Altenparkstein, Denkenreuth, Döltsch, Glasern, Hahnenmühle, Holzmühle, Hutzlmühle, Köstlmühle, Klobenreuth, Kriegshut, Lenkermühle, Menzlhof, Obersdorf, Oed, Püllersreuth, Scherreuth, Staudenhof, Steinreuth und Wendersreuth.

## Historie
Kirchendemenreuth høret tidligere under hertugdømmet Neuburg-Sulzbach. I 1777 blev området en del af Kurfyrstedømmet Bayern.